# رومئو آمانه
آکوآ رومئو آمانه (زاده ۱ ژوئیه ۲۰۰۳) یک فوتبالیست حرفه‌ای اهل ساحل عاج است که در پست هافبک بازی می کند
1. ↑  "Amane Romeo - Player Profile - Football". Eurosport.